# 1469.
◄ | 14. stoljeće | 15. stoljeće | 16. stoljeće | ►
◄ | 1430-ih | 1440-ih | 1450-ih | 1460-ih | 1470-ih | 1480-ih | 1490-ih | ►
◄◄ | ◄ | 1466. | 1467. | 1468. | 1469. | 1470. | 1471. | 1472. | ► | ►►
Arhitektura • Astronomija • Glazba • Knjige • Književnost • Kršćanstvo • Medicina • Pravo • Promet • Slikarstvo • Znanost

## Rođenja
- 3. svibnja — Niccolò Machiavelli, talijanski književnik i političar († 1527.)
- Vasilije Blaženi, ruski svetac († 1552.)

## Smrti
- 2. studenog – Piero di Cosimo de' Medici, talijanski plemić (* oko 1416.)

## Vanjske poveznice
|  | Zajednički poslužitelj ima još gradiva o temi 1469. |